# Гыршелун
Гыршелу́н (бур. Гэр шулуун) — село в Хилокском районе Забайкальского края России, входит в сельское поселение «Линёво-Озёрское».
В селе — станция Гыршелун Забайкальской железной дороги на Транссибирской магистрали.

## География
Расположено на Транссибирской магистрали, в центральной части Хилокского района, на правом берегу реки Хилок, в 17 км к северо-востоку от города Хилок. Получило название благодаря расположению в устье одноименной реки, впадающая в протоку реки Хилок. С бур. гэр шулуун («валун», то есть дословно «камень, величиной с дом») река получила название по форме горы, от которой берёт начало, напоминающей юрту.

## Археология
Первые археологические разведки в окрестностях села проводились экспедицией ЧГПИ в 1969—1972 гг. Были обнаружены две стоянки эпохи камня с подъемным материалом — Гыршелун-1 и −2. В 1989—1991 Мещериным М. Н. и Тугановым Б. М. была организована работа Гыршелунского полевого лагеря. в результате было открыто ещё пять стоянок в основном с палеолитическим материалом., это стоянки Мастерова Гора, Мастеров Ключ, Медвежья Гора, Русло Гыршелунки и Троица. Также, в окрестностях села Гыршелун, располагаются наскальные рисунки, на скальном останце, именуемом Гыршелунский Камень, одного из отрогов хр. Цаган-Хуртэй. Открыты писаницы в 1991 Чикойской археологической экспедицией. В 2008 году исследование продолжили сотрудники Хилокского краеведческого музея В. Ф. Петров, И.Вю Петров. На основном панно изображены красной охрой человечки, птица, крест и точки.

## История
Поселение возникло в конце XIX века как остановочный пункт, затем как станция Забайкальской железной дороги. В 1905 году появился пристанционный посёлок, население которого работало на железной дороге, а также занималось лесозаготовками и земледелием. С 1930-х годов Гыршелун получил развитие как лесопогрузочная станция Хилокского ЛПХ. В 1991 году в селе действовали средняя школа, Дом культуры, библиотека, фельдшерский пункт. На 2023 год в селе действует Дом культуры, средняя школа, детский сад и фельдшерский пункт.

## Население
Численность населения в 2002 году составляла 916 чел., в 2009—902, в 2011—890.
| 2010 | 2021 |
| ---- | ---- |
| 794  | ↘677 |

## Экономика
Основное занятие жителей — обслуживание железной дороги, сельскохозяйственное производство в частных и личных подсобных хозяйствах, работа на небольших лесозаготовочных предприятиях. Кроме этого дополнительным источником дохода для многих жителей является незаконная рубка леса.